# Tony Isbert
Antonio José Spitzer Ysbert (Madrid, 5 de diciembre de 1950-Santander, 19 de febrero de 2025), más conocido por su nombre artístico Tony Isbert fue un actor español.

## Biografía
Pertenece a la saga de actores  iniciada por su abuelo Pepe Isbert y continuada por su madre, María Isbert. Era hijo de ésta y del húngaro Antonio Spitzer, profesor de idiomas. Tuvo seis hermanos, entre los que destacaron el escritor, actor y dramaturgo José S. Isbert y Carlos Ysbert. Fue conocido en el mundo de los escenarios por ser quien entrega anualmente el Premio José Isbert de Teatro que otorga la Asociación AMITE (Asociación de Amigos de los Teatros de España). En 2009 le fue entregada por sus muchos méritos la medalla de oro de AMITE. 
Su primer éxito cinematográfico fue en 1969 con la película ¿Es usted mi padre?. Ese mismo año, coprotagonizó junto a Marisol la película Carola de día, Carola de noche dando vida al personaje de Daniel Rey.
Tras una semana ingresado en el hospital a consecuencia de una enfermedad respiratoria y ser dado de alta el 17 de febrero, fue encontrado muerto en su domicilio de Santander el 19 de febrero de 2025. Había fallecido a consecuencia de un neumotorax.

## Trayectoria

### Cine
- 2014 - The Marionette
- 2013 - La hermandad
- 2013 - El cura y el veneno
- 2012 - El Monstruo
- 2008 - Esta noche hay que matar a Franco
- 2006 - Que nadie quede atrás
- 2002 - Monseñor Don Quijote
- 2000 - La ciudad de los prodigios
- 1998 - The long kill/El largo camino de la venganza
- 1996 - Una casa en las afueras
- 1994 - Detrás del muro del sueño
- 1993 - Cartas desde Huesca
- 1993 - Cautivos en la sombra
- 1992 - Besos en la oscuridad
- 1991 - Not for the meek
- 1990 - Nido de cigüeñas
- 1989 - La grieta
- 1988 - Oro fino
- 1988 - Garum (fantástica contradicción)
- 1988 - A puño limpio
- 1987 - The trouble at number seven
- 1987 - El espectro de Justine de Sade
- 1986 - Pasos Largos/El último bandido andaluz
- 1984 - Perras callejeras
- 1984 - Cristina y la reconversión sexual
- 1982 - Una pequeña movida
- 1981 - Monseñor Don Quijote
- 1978 - Tráfico de menores (Nemesys)
- 1978 - Réquiem por un empleado
- 1977 - Secuestro
- 1977 - Juventud drogada
- 1976 - Olvida los tambores
- 1976 - La cruz del diablo
- 1976 - La amante ingenua
- 1976 - Haz la loca... no la guerra
- 1976 - La criada
- 1976 - Inquisición
- 1976 - Tres días de noviembre
- 1975 - El clan de los nazarenos
- 1975 - Ambiciosa
- 1975 - No matarás
- 1974 - Chicas de alquiler
- 1974 - Cómo matar a papá sin hacerle daño
- 1973 - Trágica ceremonia en Villa Alexander
- 1973 - La millona
- 1973 - Centennial
- 1972 - La casa sin fronteras
- 1972 - La saga de los Drácula
- 1971 - Hansel y Gretel
- 1971 - Un drama en el quinto pino
- 1971 - Coqueluche
- 1970 - Los gallos de la madrugada
- 1969 - Carola de día, Carola de noche
- 1969 - Contrapunto
- 1968 - ¿Es usted mi padre?
- 1967 - El mejor del mundo

### Teatro
- 2008 - Esta noche hay que matar a Franco
- 2007 - Esta noche no hay cine
- 2006 - Violines y trompetas
- 2003 - Una hoguera al amanecer
- 2002 - Cómo seducir a una viuda
- 2002 - Don Juan Tenorio
- 2001 - Doce hombres sin piedad
- 2001 - Cómo seducir a una viuda
- 2000 - El siglo
- 1999 - El siglo
- 1998 - La metamorfosis
- 1997 - Don Juan Tenorio
- 1997 - La metamorfosis
- 1996 - La metamorfosis
- 1995 - El baile
- 1994 - Edipo en Colono
- 1993 - Don Juan Tenorio
- 1991 - Lisístrata
- 1990 - El alcalde de Zalamea
- 1989 - El mágico prodigioso
- 1988 - Entremeses de Cervantes
- 1987 - Los intereses creados
- 1986 - Don Juan Tenorio
- 1985 - Salomé
- 1984 - La vida es sueño
- 1983 - Un hombre en la puerta
- 1982 - El fin del mundo es el jueves
- 1981 - El español y Lord Lady
- 1977 - Fedra
- 1976 - El plan Manzanares
- 1975 - El realquilado
- 1974 - Homenaje a Juan de la Encina
- 1974 - Coqueluche
- 1972 - La casa de las chivas
- 1972 - La Celestina
- 1971 - Romeo y Julieta
- 1970 - Nerón-Paso
- 1969 - El misterio de la nube roja
- 1967 - Melocotón en almíbar
- 1966 - Un drama en el quinto pino

### Televisión
- Guardianes del Temple (CYLTV, 2011)
- Nada es para siempre (serie de televisión) - Fernando (Antena 3, 1999-2000)
- Tío Willy - Alfredo (TVE, 1998)
- Teresa de Jesús - Jerónimo Gracián (TVE, 1984)
- Proceso a Mariana Pineda - Ferrer (TVE, 1984)
- Anillos de oro (Capítulo 7) - Arturo (TVE, 1983)